# SpaceX Crew-1
SpaceX Crew-1, auch kurz Crew-1, war die zweite bemannte Raumfahrtmission des US-amerikanischen Raumschiffs Crew Dragon. Die Mission, die am 16. November 2020 startete, brachte vier Astronauten für einen Langzeiteinsatz im Rahmen der Expedition 64 zur ISS und wieder zurück zur Erde.

## Besatzung
Bereits am 3. August 2018 wurden die US-Astronauten Michael Hopkins und Victor Glover für SpaceX Crew-1 eingeteilt. Am 31. März 2020 nominierte die NASA außerdem Shannon Walker und den japanischen Astronauten Sōichi Noguchi.

### Hauptbesatzung
- Michael Hopkins, Kommandant (2. Raumflug, USA/NASA)
- Victor Glover, Pilot (1. Raumflug, USA/NASA)
- Shannon Walker, Missionsspezialistin (2. Raumflug USA/NASA)
- Sōichi Noguchi, Missionsspezialist (2. Raumflug Japan/JAXA)[6]

### Ersatzmannschaft
- Kjell Lindgren, Kommandant/Pilot (2. Raumflug, USA/NASA)

## Benennung der Kapsel
In einer Pressekonferenz der Astronauten Ende September 2020 gaben diese der Crew-Dragon den Funknamen Resilience (englisch für Widerstandsfähigkeit, Belastbarkeit).

## Missionszweck und -durchführung

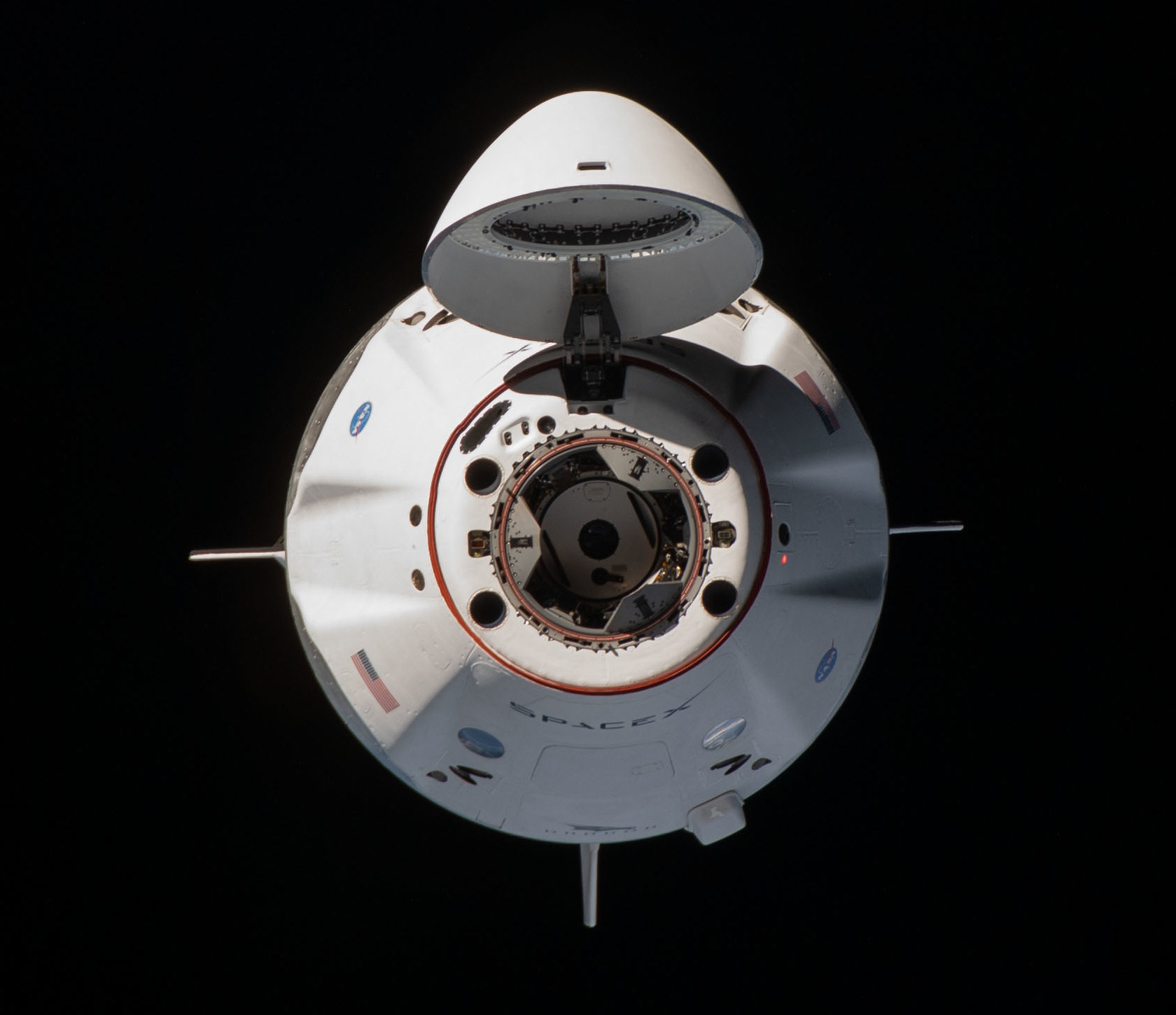
Crew-1 im Anflug auf die ISS

Die Crew Dragon ist eine für bemannte Flüge zugelassene Nachfolgeversion des von SpaceX entwickelten Dragon-Raumschiffs. Nach mehreren unbemannten Tests und dem bemannten Testflug SpaceX Demo-2 dockte die Crew-1-Kapsel erstmals für die volle Dauer von einem halben Jahr an der Raumstation an. Das Raumschiff startete am 16. November 2020 auf einer Falcon-9-Trägerrakete vom Kennedy Space Center in Florida. Das Andockmanöver an die ISS fand wie geplant 27 Stunden nach dem Start am 17. November um 4:00 Uhr UTC statt.
Am 5. April 2021 wurde die Crew Dragon von ihrem ursprünglichen Ankopplungspunkt – dem Adapter PMA-2/IDA-2 des Harmony-Moduls – zum oberen Kopplungsadapter am selben Modul (PMA-3/IDA-3) umgesetzt, um Platz für das Docking der nächsten Crew Dragon zu schaffen, deren Frachtraum nur dort für den Roboterarm der ISS zugänglich ist. Es handelte sich um das erste Umparken einer Crew Dragon an der ISS. Wie bei solchen Manövern üblich flogen aus Sicherheitsgründen alle vier Besatzungsmitglieder des Raumschiffs mit, damit sie in einem Notfall mit Notlandung auf der Erde nicht ihr Rückkehrschiff verloren hätten.